# Гилл, Дэвид (астроном)
Сэр Дэвид Гилл (англ. David Gill; 1843—1914) — шотландский астроном и геодезист.

## Биография
Дэвид Гилл родился 12 июня 1843 года в Абердине, получил образование в Академии Доллара в Клакманнаншире и Абердинском университете, где среди его преподавателей был Д. К. Максвелл, после чего включился в семейный бизнес по производству часов. Несколько лет спустя он продал бизнес и посвятил себя астрономии. В 1874 присоединился к астрономической экспедиции на остров Маврикий, чтобы наблюдать прохождение Венеры по диску Солнца. Три года спустя Гилл направился на остров Вознесения, чтобы наблюдать великое противостояние Марса и вычислить расстояние до этой планеты.
В 1879—1906 — директор обсерватории Мыс Доброй Надежды, Королевский астроном. За время руководства обсерваторией привёл её в образцовое состояние. В 1870 женился, жена сопровождала его на протяжении всей жизни.
В 1900 году Дэвид Гилл был произведён в рыцарское достоинство.
В 1903 году учёный был награждён Королевской медалью Лондонского королевского общества.
После выхода Гилла в отставку в 1906 супруги вернулись в Лондон, где Гилл скончался в 1914. Похоронен в Абердине.
Д. Гилл был избран членом Лондонского королевского общества (1883), иностранным членом-корреспондентом Петербургской Академии наук (1885), иностранным членом Национальной академии наук США (1898), членом Бюро долгот в Париже, членом Шведской Королевской академии наук (1910), президентом Королевского астрономического общества (1909—1911).

## Вклад в науку
Основные работы Гилла относятся к астрометрии и геодезии, также он был одним из пионеров астрофотографии. Сделал первые снимки Большой кометы 1882, использовал фотографические наблюдения звезд для составления звездных каталогов. В 1885—1889 осуществил фотографический обзор части неба Южного полушария, результаты которого легли в основу каталога «Капское фотографическое обозрение», опубликованного в 1896 Я. К. Каптейном. Этот каталог содержал более 400 000 звезд до 12-й звёздной величины. В 1880 определил параллакс Солнца по наблюдениям Марса во время великого противостояния 1877, произвел измерения многих звездных параллаксов, рассчитал массу Юпитера.
Усовершенствовал использование гелиометра и организовал наблюдения малых планет при помощи гелиометров для определения параллакса Солнца.
В сфере геодезии в 1873—1876 организовал геодезические измерения вдоль 30-го меридиана от Южной Африки до Норвегии, связав между собой долготы Берлина, Мальты, Александрии, Суэца, Адена.

## Награды
- Премия Вальца[англ.] — 1882
- Компаньон Ордена Бани — 20 мая 1896
- Рыцарь-командор Ордена Бани — 24 мая 1900
- Медаль Кэтрин Брюс — 1900
- Золотая медаль Королевского астрономического общества — 1882, 1907
- Медаль Джеймса Крейга Уотсона — 1899

В его честь назван кратер на Луне и кратер на Марсе.

## Публикации
- Gill, David. Heliometer observations for determination of stellar parallax made at the Royal Observatory, Cape of Good Hope (1893) (англ.). — Eyre and Spottiswoode[англ.]. at the Internet Archive